# Sanki

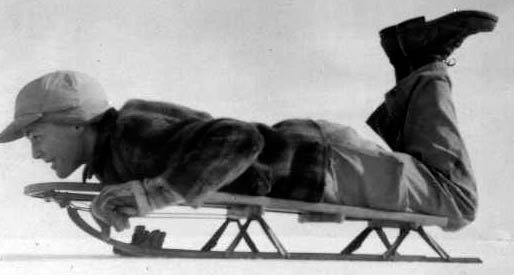
Dziecko na sankach (zdjęcie z 1945 r.)

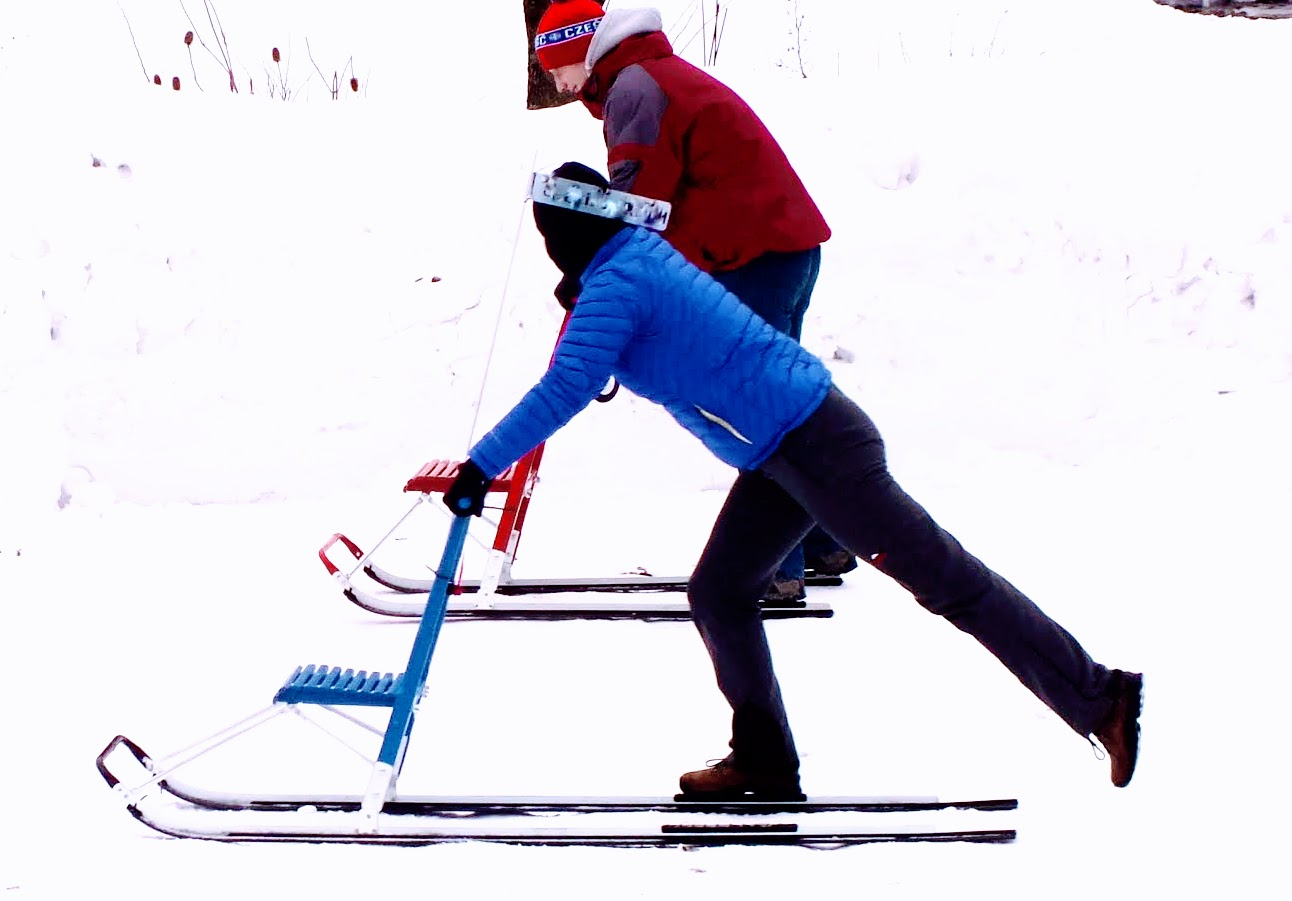
Sanki kicksled

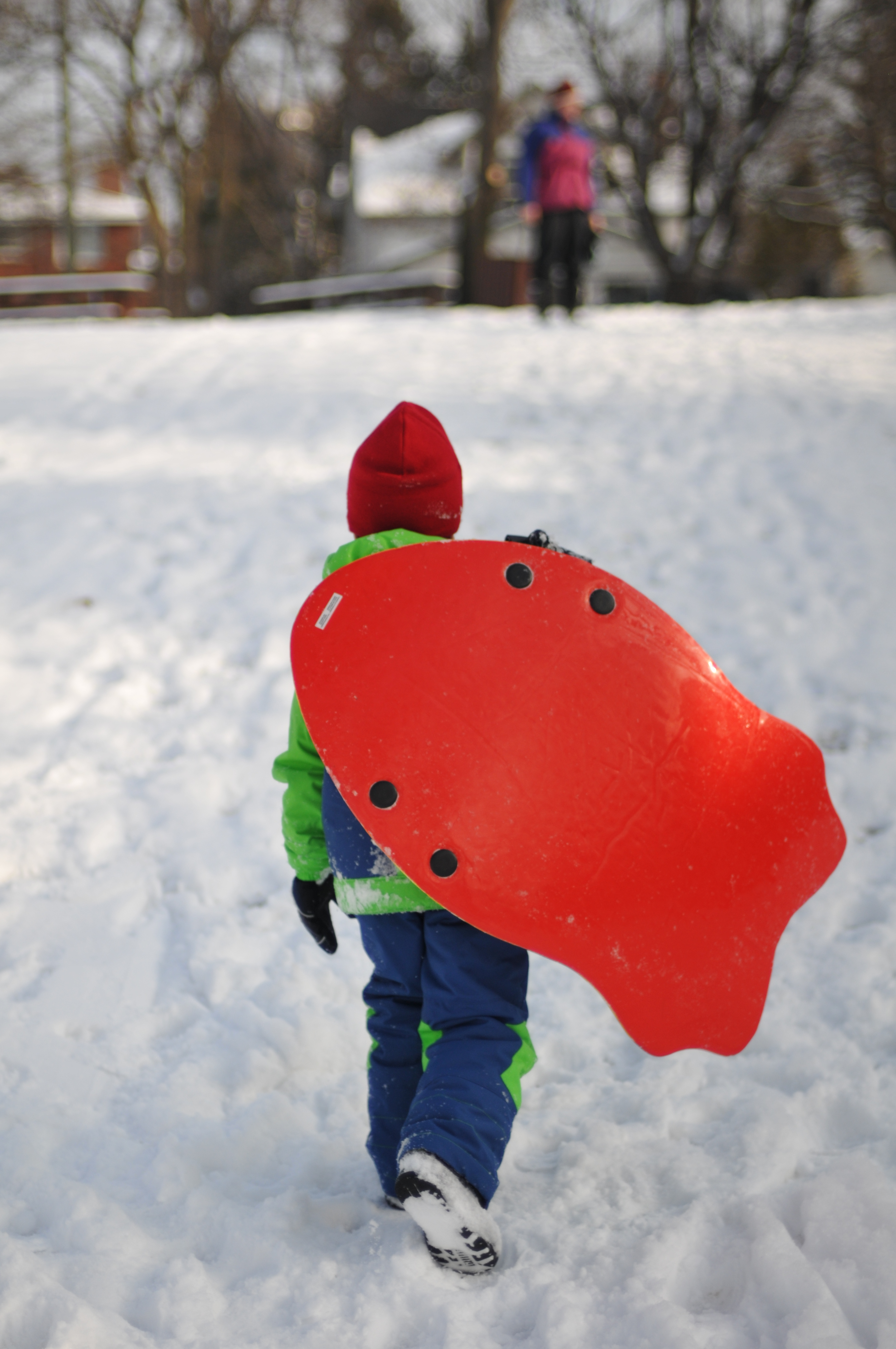
Dziecko z sankami.

Sanki – sprzęt wyposażony w płozy, przeważnie służący do poruszania się po śniegu lub lodzie. Używane zazwyczaj do zabawy lub sportów zimowych. Duże sanki to sanie.
Specjalnego rodzaju sanek sportowych używa się do sportów zimowych, np. wyścigów saneczkarskich.   
Szczególnym typem sanek jest kicksled (fin. potkukelkka) – jazda na nich odbywa się bowiem w pozycji stojącej przy pochylonej nieco postawie ciała. Użytkownik trzyma się umieszczonych w oparciu krzesełka uchwytów i za ich pomocą steruje sankami. Sanki wprawiane są w ruch przy pomocy odbić (kopnięć – ang. kick) od podłoża jedną nogą, podczas gdy druga spoczywa na wyposażonej w specjalną podkładkę płozie. Jazda przypomina więc poruszanie się na hulajnodze. 
Sanki kicksled wywodzą się ze Skandynawii, ale stają się coraz bardziej popularne w Kanadzie, Stanach Zjednoczonych i w krajach europejskich: Holandia, Niemcy, Czechy o sprzyjających w zimie warunkach.  Oprócz osób, dla których są po prostu sprzętem do uprawiania sportów zimowych, wykorzystywane są też przez właścicieli psów lubiących jazdę w zaprzęgu i wędkarzy uprawiających wędkarstwo podlodowe. W celu popularyzacji tego sportu powołano w 1998 roku stowarzyszenie IKSA (International Kicksled and Scooter Association).  